# CalDAV
CalDAV - це інтернет протокол за допомогою якого клієнтське календарне ПЗ отримує інформацію про заплановані події з віддаленого сервера. Розширює WebDAV специфікацію та використовує iCalendar формат даних. Повна специфікація протоколу наведена в RFC 4791. Протокол дозволяє одночасний доступ декільком клієнтам до інформації, що забезпечує спільне планування та обмін інформацією. Протокол підтримується великою кількістю серверного та клієнтського ПЗ. Розширення CalDAV для автоматизованого планування наведено в стандарті RFC 6638.

## Приклад
Приклад запита та відповіді:

Запит:
```
REPORT
 
/bernard/work/
 
HTTP/1.1
Host:
 
cal.example.com
Depth:
 
1
Content-Type:
 
application/xml;
 
charset="utf-8"
Content-Length:
 
xxxx

<?xml version="1.0" encoding="utf-8" ?>

<C:free-busy-query
 
xmlns:C=
"urn:ietf:params:xml:ns:caldav"
>

<C:time-range
 
start=
"20060104T140000Z"
 
end=
"20060105T220000Z"
/>

</C:free-busy-query>

```

Відповідь:
```
HTTP/1.1 200 OK
Date: Sat, 11 Nov 2006 09:32:12 GMT
Content-Type: text/calendar
Content-Length: xxxx

BEGIN:VCALENDAR
VERSION:2.0
PRODID:-//Example Corp.//CalDAV Server//EN
BEGIN:VFREEBUSY
DTSTAMP:20050125T090000Z
DTSTART:20060104T140000Z
DTEND:20060105T220000Z
FREEBUSY;FBTYPE=BUSY-TENTATIVE:20060104T150000Z/PT1H
FREEBUSY:20060104T190000Z/PT1H
END:VFREEBUSY
END:VCALENDAR

```

### Стандарти RFC
- RFC 2616 – HTTP
- RFC 3744 – WebDAV Access Control Protocol
- RFC 4791 – CalDAV
- RFC 4918 – WebDAV
- RFC 5545 – iCalendar
- RFC 5546 – iTIP